# Las nenas
Las nenas è un singolo della cantante dominicana Natti Natasha, della rapper argentina Cazzu e della cantante colombiana Farina, in collaborazione con La Duraca, pubblicato il 4 marzo 2021 su etichetta discografica Pina Records come terzo singolo estratto dal secondo album Nattividad.

## Classifiche
| Classifica (2021) | Posizione massima |
| ----------------- | ----------------- |
| Perù              | 90                |